# Admiraal der Nederlanden
Admiraal der Nederlanden was een functie die bestond tussen 1485 en 1573. Voor die tijd was er al een admiraal van Vlaanderen, later aangevuld met een admiraal voor de overige gewesten in de Bourgondische Nederlanden.

## Heervaart
Door de tijden heen heeft de koopvaardij last gehad van piraterij. Zo moesten de Vier Ambachten, Assenede, Axel, Boekhoute en Hulst, schepen leveren om met de Hollandse kapers af te rekenen. In de middeleeuwen reikten stadsbestuurders of landsheren, die ook zelf belang hadden bij een onbelemmerde handel en een sterke zeemacht, kaperbrieven uit. De betekenis hiervan was echter beperkt. De Nederlandse zeevarenden konden vaak meer verdienen met handelsvaart en visserij. Een oud gebruik was de heervaart. Hierbij kon in tijden van oorlog de graaf of landsheer een aantal mannen per ambacht verplichten om voor korte duur krijgsdienst te verrichten. Deze moesten dan uitrukken met hun heerkoggen.

## Admiraalsambt
Voor bijzondere expedities werden soms schepen ingehuurd en uitgerust als oorlogsbodems. Het kwam echter regelmatig voor dat men dan ook schepen van de eigen partij aanhield en beroofde. Een betere oplossing was daarom konvooiering waarbij koopvaarders of vissersschepen in een grote groep voeren, liefst voorzien van scheepsgeschut of zelfs begeleid door schepen die daarvoor waren gebouwd en extra bemand. Een van de schippers werd aangewezen als commandant van het konvooi en kreeg daarvoor de naam admiraal. Dit was een verbastering van het Arabische emir-al-bahr (commandant van de zee), een term die tijdens de kruistochten naar Europa was overgewaaid. Het was dus aanvankelijk geen titel of ambt, maar een tijdelijke taak.
Toen de Vlaamse graaf Lodewijk van Male in 1356 tijdens de Brabantse Successieoorlog tussen het hertogdom Brabant en het graafschap Vlaanderen Antwerpen wilde veroveren, stelde hij Jacob Buuc aan als admiraal van der vlote. Hij voerde een vloot aan die bestond uit twaalf schepen, bewapend met ribaudequins. Zij beschoten de stad, die zich daarna overgaf. Deze beschieting met kanonvuur wordt beschouwd als de oudste in de Nederlanden.
De Vlaamse schippers van de westvloot op La Rochelle en de Golf van Biskaje stelden zelf admiraals aan, zoals in 1371 Jan Pieterszoon. Om de Vlaamse westvloot te beschermen tegen Engelse kapers - als gevolg van de Honderdjarige Oorlog - benoemde Lodewijk van Male in 1377 Mathys Claissone tot admirael der Vlaemsche Vlote, de admirallus Flandriae, als leider van de flotta Flandriae. In 1378 stelde hij ook een admiraal van het Zwin aan.
Tijdens de Gentse Opstand nam Filips van Artevelde het bestuur over en hij belastte Frans Ackerman met de bescherming van de westvaart. Na de Slag bij Westrozebeke in 1382 heeft Lodewijk van Male de macht weer in handen en maakte het admiraalsambt permanent. Jan Buuc, mogelijk een zoon van Jacob, werd aangesteld als admiraal van het Zwin. In 1387 voerde hij de titel admiraal van de zee tijdens zijn taak om de koopvaarders veilig naar Sluis te brengen en kan daarmee beschouwd worden als de eerste ambtelijke admiraal. Jan Buuc werd gevangengenomen door de Engelsen en stierf in 1389 in de Tower. De daarna aangestelde Jan van Cadzant stierf in 1396 tijdens de kruistocht onder leiding van Jan zonder Vrees.
In Holland stelde Albrecht van Beieren twee admiraals aan voor zijn expedities tegen Friesland in 1397 en 1398, de heren van Egmond en Heenvliet. Hierna werden de vlootaanvoerders echter weer kapitein of hoofdman genoemd in Holland.
Vanaf Filips de Stoute werden veel Nederlandse gewesten onder Bourgondische heerschappij gebracht. Na de gebiedsuitbreidingen werd onder Filips de Goede begonnen met de interne consolidatie. Met de benoeming van een admiraal-generaal voor Artesië, Boulogne, Holland, Zeeland en Friesland werd door de Bourgondiërs de functie van admiraal buiten Vlaanderen ingevoerd. De eerste was Jan van Luxemburg ergens tussen 1446 en 1448 tot zijn dood in 1466, als general admiral de la mer d'Artois, Boulonnais, Hollande, Zélande et Frise. Simon van Lalaing was echter nog admiraal van Vlaanderen. Door hervormingen in 1454 verkreeg de Grote Raad een status die praktisch overeenkwam met die van een admiraliteitsraad.
Nog steeds bestond er een verschil tussen admiraal als ambt en als tijdelijke taak. Zo werd Jan van Horne (1380-1436) als admiraal benoemd voor het beleg van Calais van 1436.
Het gewest Holland was niet zo gediend van de inmenging van de admiraals. In Zeeland vormde Hendrik II van Borselen, heer van Veere een onafhankelijke macht op zee, dankzij zijn scheepsbezit, maar meer nog door zijn machtige positie op Walcheren. Filips de Goede en Karel de Stoute riepen enige malen zijn hulp in, maar Hendrik koos voor een zelfstandige positie. Hij werd dan ook nooit door hen als admiraal benoemd. Door diens zoon Wolfert te benoemen als opvolger van Jan van Luxemburg tot admiraal, probeerden de Bourgondiërs de heer van Veere onder hun invloed te krijgen. Hoewel de functie praktisch gezien weinig om het lijf had, was de invloed van deze familie van groot belang voor Karel de Stoute. In 1475 had Wolfert de leiding van de expeditie tegen Lodewijk XI van Frankrijk.

## Ordonnantie op de Admiraliteit
In 1483 overleed de laatste Vlaamse admiraal. Toen Maria van Bourgondië overleed, weigerde Vlaanderen het regentschap van Maximiliaan van Oostenrijk te erkennen, wat de aanleiding was van de eerste Vlaamse opstand tegen Maximiliaan. De Nederlandse admiraal en andere edelen kozen partij voor Vlaanderen. Filips van Kleef werd daarom - en vanwege de dood van Joost van Lalaing - via een commissiebrief waarbij alle andere admiralen ontslagen werden in 1485 tot admiraal van de Nederlanden benoemd, waarmee voor het eerst een admiraal de gehele Nederlanden als ambstgebied had. tijdens de onlusten werd op 8 januari 1488 de Ordonnantie op de Admiraliteit uitgevaardigd. Het doel van de ordonnatie was het beteugelen van de kaapvaart en het omschrijven van de bevoegdheden van de admiraal. Die bevoegdheden werden ook aanzienlijk uitgebreid ten koste van de Grote Raad, de gewestelijke raden en de schepenbanken door het oprichten van de admiraliteit. De admiraal kreeg 10% van het buitgeld en de opbrengst van de kaperbrieven en was rechter bij alle misdrijven die aan boord hadden plaatsgevonden.
De oorlogsvloot werd na Sluis in 1540 gevestigd in Veere op Walcheren, omdat dit voor de vloot de meest strategische plek van de Nederlanden was en hier ook de admiraliteit gevestigd was. Hier was het ambt van admiraal in handen van de heren van Veere, een bastaardtak van het Bourgondische huis. De functie van admiraal bleef in hun geslacht van 1491 tot 1558. Naast de admiraliteit in Veere was er een vice-admiraliteit in de Vlaamse havenstad Duinkerke.
Door de in 1487 uitgebroken Tweede Vlaamse opstand tegen Maximiliaan werd de ordonnantie aanvankelijk niet uitgevoerd. Filips van Kleef koos enkele maanden na de uitvaardiging van de verordening de zijde van de opstandige steden vanwege de eedbreuk van Maximiliaan. Om de strijd tegen hen aan te binden, benoemde Maximiliaan Frederik Eitel van Zollern en daarna Cornelis van Bergen tot admiraal van de Nederlanden.
Pas met de benoeming van Filips van Bourgondië-Beveren tot admiraal in 1491 ontstond er duidelijkheid. Met het einde van de Vlaamse opstand in 1492 werd het echt mogelijk de ordonnantie door te voeren. Door zijn huwelijk met Anna van Borselen had Filips de Zeeuwse machtsbasis verworven van haar vader Wolfert en haar grootvader Hendrik II van Borselen. De Habsburg-Valois oorlogen gaven de admiraliteit meer macht en aanzien.

## Hollandse zelfstandigheid
De Ordonnantie op de Admiraliteit was opgesteld naar een Frans voorbeeld uit 1373 en was nieuw voor de Nederlandse gewesten. De uitvoering van de ordonnantie door de Bourgondische heren van Veere was hierdoor niet eenvoudig. In Holland, dat geen admiraalstraditie had, lokte zowel de afkondiging van de verordening in 1499, als de uitreiking van vrijgeleiden door de admiraal in 1536, protesten uit van de steden en het gewestelijke bestuur.
In 1539 probeerden de stadhouder en Staten van Holland erkenning te krijgen van een in 1458 toegekend privilege, door een proces aan te spannen tegen de admiraal voor de Geheime Raad. Dat privilege gaf Holland het recht om zonder inmenging van een admiraal de eigen maritieme belangen te behartigen. Volgens hen bekleedde de stadhouder in hun gewest de admiraalsfunctie. Er werd echter geen vonnis uitgesproken in dit proces. Het was echter in 1540 wel de aanleiding voor een nieuwe Ordonnantie op de Admiraliteit door Karel V. Dit beperkte de macht van de admiraal ten gunste van de Grote Raad. De admiraliteit werd echter nog steeds door de heer van Veere gecontroleerd, doordat de leden van de admiraliteit door hem werden benoemd.
Holland erkende nog steeds de bevoegdheid van de admiraal in het gewest niet. Conflicten waarbij Hollandse schepen waren betrokken, werden voor het eigen Hof van Holland berecht en niet voorgelegd aan de admiraliteit in Veere. In 1547 werd dit tijdelijk opgelost toen admiraal Maximiliaan van Bourgondië, heer van Veere, werd benoemd tot stadhouder van Holland en Zeeland. De admiraal kreeg vanaf 1536 ook een vlootcommissaris naast zich, vanaf 1550 permanent. Cornelis de Schepper, of Cornelius Scepperus, als lid van de Geheime Raad en de Raad van State uit de centrale regering afkomstig, functioneerde als vlootcommissaris op gelijke voet met de admiraal.

## Staande vloot
Door de Italiaanse Oorlogen met Frankrijk in de jaren vijftig ontstond de behoefte aan een staande vloot. Veere werd in de eerste helft van de 16e eeuw al af en toe als oorlogshaven werd gebruikt en groeide met de vorming van een vaste vloot in 1550 uit tot de marinehaven van de Habsburgse Nederlanden. Naast de kleine oorlogsvloot bleef men voor het ondernemen van verantwoorde expedities afhankelijk van particuliere schepen. Dankzij de Walcherse rede, de belangrijkste markt voor zeeschepen in de Nederlanden, en Arnemuiden, met zijn vele zeelieden, kon de Habsburgse vloot in Zeeland worden uitgebreid als dat nodig bleek.
De succesvolle Habsburgse huwelijkspolitiek had belangrijke gevolgen voor de Nederlanden. Deze gingen deel uitmaken van een wereldrijk waarmee zij in verbinding stonden via Spanje. Walcheren was een knooppunt voor zeereizen van dit rijk. Daardoor lag het zwaartepunt van de Nederlandse kustverdediging op Walcheren. Daarom ontwikkelde Cornelis de Schepper rond 1550 een maritieme strategie. Hiervoor werd een klein aantal permanent beschikbare schepen - de Habsburgse oorlogsvloot in Veere - aangevuld met gehuurde schepen. Dit werd de eerste staande vloot van Nederland.
Door het tijdelijk inhuren van schepen had de Veerse oorlogsvloot meer macht dan op basis van de vaste vloot zou worden verwacht. Handelsschepen bleven tot het midden van de 17e eeuw van grote betekenis voor de vorming van oorlogsvloten in de Nederlanden en daarbuiten.
Voor de veiligheid van op zee was men afhankelijk van Engeland, dat door de Franse vijandschap een aantrekkelijke bondgenoot was, ook door de voor die tijd professionele en sterke marine. Karel V en Hendrik VIII lieten hun admiralen soms samenwerken tegen de Fransen in het Kanaal. Het huwelijk tussen Filips II van Spanje en Maria I van Engeland in 1554, hoewel van korte duur, verstevigde deze samenwerking.

## Willem van Oranje
Toen Maximiliaan van Bourgondië in 1558 kinderloos stierf, kwam een einde aan het admiraalschap van de heren van Veere. De functies werden weer over twee personen verdeeld. Prins Willem van Oranje werd benoemd tot stadhouder van Holland, Zeeland en Utrecht, terwijl Filips van Montmorency, graaf van Horn, tot admiraal werd benoemd. Hij werd in Holland echter niet erkend en had ook niet de Zeeuwse machtsbasis van zijn voorgangers. De positie van de centrale admiraliteit werd nog verder verzwakt, doordat Horn in 1560 de admiraliteit van Veere naar Gent verplaatste en doordat de Habsburgse oorlogsvloot in Veere in 1561 werd verkocht. Met toestemming van de centrale regering kon hij twee leden van de Raad van Vlaanderen in de admiraliteit opnemen. Tegenover deze versterking met juridisch personeel stonden echter ook nadelen. Veere lag veel gunstiger dan het landinwaarts gelegen Gent. Bovendien weigerden nu ook de Zeeuwen het gezag van de admiraliteit te erkennen, aangezien volgens het ius de non evocando Zeeuwen niet buiten hun gewest terecht hoefden te staan.
Horn besteedde aanvankelijk weinig aandacht aan zijn erkenning in Holland. Hierdoor kon Oranje in 1561 Nicolaas van Assendelft en Cornelis Suys machtigen om bij zijn afwezigheid in Holland admiraliteitszaken af te handelen. In oktober 1561 zond de centrale regering het Hof van Holland echter een ontwerpordonnantie toe, die was opgesteld door Horns viceadmiraal, Adolf van Bourgondië-Wakken, waaruit bleek dat de admiraal ook bevoegd was over Holland. Het Hof waarschuwde de stadhouder en de Staten en tekende wederom protest aan bij de Geheime Raad. In 1563 besloot Margaretha van Parma de president van de Grote Raad van Mechelen te laten bemiddelen tussen de admiraal en het gewest. Dit mislukte en Oranje bracht de beide partijen nader tot elkaar, waarna in 1565 een compromis werd bereikt.
Holland erkende Horn als admiraal, maar voor maritieme kwesties waren in Holland alleen Hollandse rechters bevoegd. Verder moest Horn op advies van de stadhouder en de Staten van Holland een luitenant-admiraal voor het gewest aanstellen. Op 29 april 1567 droegen de Staten van Holland Nicolaas van Assendelft voor. Het probleem was hiermee nog steeds niet definitief opgelost, want Oranje had bedongen dat het akkoord slechts voor de duur van Horns ambtsperiode als admiraal zou gelden. Daarna zouden de stadhouder en de Staten weer bevoegd zijn voor zeezaken. Na de onthoofding van Horn werd deze opgevolgd door Maximiliaan van Hénin-Liétard, graaf van Bossu, die daarmee de laatste admiraal van de Nederlanden was.

## Bescherming van handelsvaart en haringvisserij
De admiralen werden steeds meer betrokken bij de bescherming van de visserij, eerst alleen in Zeeland en Vlaanderen. In Zeeland beheerste hij de visserijbescherming als heer van Veere, Vlissingen en Brouwershaven. Doordat veel haringbuizen bij hun terugkeer door kleine Franse kaperschepen gekaapt werden, hielden de Vlaamse steden en de Vier Leden van Vlaanderen - Gent, Ieper, Brugge en het Brugse Vrije - die het dichtst bij de Franse vijand lagen, echter vast aan eigen konvooischepen. Na de verovering van het hertogdom Gelre in 1543 tijdens de Gelderse Successieoorlog was Holland het veiligst gelegen kustgewest van de Nederlanden. Hier was men veel minder snel bereid tot de uitrusting van konvooischepen. Aangezien Holland het overgrote deel van de Nederlandse haringvisserij vertegenwoordigde, gaf dit gewest de doorslag bij het gezamenlijk konvooieren, waardoor dit niet vaak voorkwam.
Dit gold ook voor de koopvaardij. Handelaren en schippers sloten contracten af voor het varen in admiraalschap. In Antwerpen, waar men vooral in hoogwaardige goederen handelde, was men eerder bereid mee te betalen dan in Holland, waar men vooral in bulkgoederen handelde, waarbij de winstmarges veel geringer waren. Zo werd de oostvaart tussen 1551 en 1556 vrijgesteld van de bepalingen van de ordonnantie door toedoen van Holland.
De bijdrage van de admiraal bleef beperkt tot de uitreiking van commissiebrieven aan de commandant van de vloot van de Vlaamse Staten, het sluiten van visserijbestanden en het uitreiken van vrijgeleiden en de naleving van de ordonnanties.
Nadat de admiraal in Holland werd erkend, regelden de centrale regering, de admiraal en de vlootcommissaris tussen 1547 en 1558 voor ieder haringseizoen de bescherming van de visserij van Holland, Zeeland en Vlaanderen. In 1550 en 1551 probeerde men het lastgeld voor de konvooiering voor de haringvisserij centraal te innen. Door de weerstand hiertegen en de tegenvallende opbrengst bleef de financiering hiervan een zaak van de gewesten en de zeesteden.
In 1551 werd een groot aantal Nederlandse en Spaanse schepen door de Fransen buitgemaakt. Daarom organiseerden de centrale regering en de admiraal met Antwerpen twee zwaarbewapende konvooien begeleid door oorlogsschepen in 1552 en 1553. Deze konvooien waren in de eerste plaats bedoeld voor de veilige aanvoer van geld en edelmetaal vanuit Spanje om de Antwerpse beurscrisis van 1552 te ondervangen. Hierbij sprong de centrale regering financieel bij. Normaal was dit niet het geval en beperkten de Antwerpse kooplieden zich tot de bewapening van handelsschepen en het varen in admiraalschap. Terwijl men voor de westvaart, de vaart op Frankrijk en Iberië, een defensieve oplossing koos, gingen de Hollanders in het offensief voor hun oostvaart. De aanvoer van graan uit het Oostzeegebied was vooral afhankelijk van een vrije doorvaart door de Sont.
Door de Deense Successieoorlogen en de rivaliteit tussen Holland en Lübeck werd de Sont verschillende keren voor Hollandse schepen gesloten. Doordat de sluiting van de Sont slechts incidenteel voorkwam, kon Holland volstaan met eenmalige beslissingen over het zenden van een oorlogsvloot. Hierbij werden ze niet altijd gesteund van Habsburgse zijde of door de admiraal. De Habsburgse inmenging in de Deense troonstrijd was zelfs meestal nadelig voor de Hollandse handelsbelangen. Admiraal Adolf van Bourgondië hield zich tot 1533 afzijdig. De handelsbelangen van zijn stad Veere hadden geen baat bij acties tegen de Hanze. Hierdoor bleef Holland zijn eigen belangen behartigen.
Alleen de Hollandse scheepsmacht kon van de Habsburgse Nederlanden een zeemacht maken, hoewel Walcheren als de sleutel van de Nederlanden werd gezien. De Vlaamse admiraalstraditie, de Zeeuwse machtsbasis van de heren van Veere en het stadhouderschap van Maximiliaan van Bourgondië, bleken uiteindelijk niet voldoende voor de Habsburgse maritieme ambities.

## Meester van de zee
Omdat sinds 1550 wijnimpost werd geheven voor de financiering van de Veerse oorlogsvloot, vroeg Holland de centrale regering de Fransen met behulp van een grote oorlogsvloot van zee te verdrijven, zodat de vorst meester van de zee werd en de zeehandel gegarandeerd zou zijn. De opbrengst van de wijnimport was echter niet voldoende om de tien schepen van de vorst in Veere te betalen, laat staan het meesterschap van de zee te verkrijgen. Hiervoor werden in elk geval minstens twee maal zoveel schepen nodig geacht. Hoewel het begrip meester van de zee stond voor controle over de zee, had het ook betrekking op de eer van de vorst. Dit was een van de voornaamste drijfveren voor de Habsburgse maritieme politiek. Vooral doordat de admiraal zich zelf op zee begaf, droeg hij bij aan het aanzien van de Habsburgers op zee.

## Overgang
Na de scheiding tussen de Republiek der Zeven Verenigde Nederlanden en de Spaanse Nederlanden ging men in het zuiden verder naar een centrale organisatie voor het zeewezen. In de Republiek kwam een decentrale marine-organisatie tot ontwikkeling, bestaande uit vijf Admiraliteiten, waarvan drie in Holland. Tezamen vormden deze de Staatse vloot. Zo werd de Hollandse dominantie van de Nederlandse zeevaart bevestigd en deed de admiraliteit uiteindelijk toch zijn intrede in het gewest.